# Srđan Radonjić
Pour les articles homonymes, voir Radonjić.
Srdan Radonjić (né le 8 mai 1981 à Titograd) est un footballeur monténégrin (attaquant). Il mesure 1,84 m pour 84 kg.
En 2004, il est appelé dans la sélection olympique de football de Serbie-et-Monténégro et participe aux JO d'Athènes.

## Carrière
- 1999-2000 : FK Budućnost Podgorica  Monténégro
- 2000-2002 : FK Mornar Bar  Monténégro
- 2002-2003 : FK Sutjeska Niksic  Monténégro
- 2003-2007 : Partizan Belgrade  Serbie
- 2007 : OB Odense  Danemark
- 2007 : Viborg FF  Danemark
- 2008 : IK Start  Norvège
- 2009 : SC Rheindorf Altach  Autriche
- 2009 : FK Mogren Budva  Monténégro
- 2010 : FK Luch-Energiya Vladivostok  Russie
- 2011 : FK Grbalj Radanovići  Monténégro
- 2011-2013 : FK Budućnost Podgorica  Monténégro

## Distinctions
- Meilleur buteur du Championnat de Serbie : 2006 (20 buts).